# Raoul I của Pháp
Rudolph (còn gọi là Radulf, Ralph, hoặc Raoul) (chết ngày 15 tháng 1 năm 936) là Công tước xứ Bourgogne từ giữa năm 921 và 923 và Vua Tây Francia giai đoạn 923 - 936, kế vị cha vợ của mình: Robert I của Pháp. Rudolph thừa kế công quốc Burgundy từ cha ông, Richard Đại Pháp Quan. Ông cưới Emma của Pháp, con gái của Robert I của Pháp và Béatrice xứ Vermandois.

## Tiểu sử
Ông được hội động quý tộc chọn làm vua Tây Francia, kế thừa cha vợ, và được Walter, Tổng Giám mục Sens trao vương miện tại nhà thờ St Médard ở Soissons vào ngày chủ nhật, 13 tháng 7 năm 923. Việc đầu tiên khi Rudolph làm vua là lãnh đạo quân đội chống lại Henry I của Đức, người đã thực hiện một hiệp ước nhỏ với vua Robert tại Jülich hồi đầu năm. Đang cố gắng sáp nhập Lorraine, vị vua người Đức gặp Rudolph với quân đội có số lượng đáng kể và hòa bình được thực hiện một lần nữa. Mặc dù, trong năm 925, Henry tấn công Waffling Gilbert, Công tước xứ Bourgogne, liên tục thay đổi bên, và giành quyền kiểm soát lâu dài tỉnh Lorraine của Pháp, Rudolph sau đó chẳng có một vị trí nào để chống cự lại lực lượng của Henry.
Vào năm 924, người Viking đã thực hiện một loạt các cuộc đột kích mới vào vương quốc Tây Francia. Từ Loire Valley, họ đe dọa Hugh Cao Quý, anh trai của Emma, vợ của ông, nhưng Rudolph đã không làm gì để cứu giúp anh vợ. Chẳng bao lâu họ tấn công tới Burgundy, lãnh địa người anh em của ông và bị đẩy lùi, di chuyển đến Melun, nơi mà họ đe dọa đến lãnh thổ hoàng gia. Ông gia nhập vào giáo hội chư hầu của riêng mình và Herbert, ông tuyển quân ở Burgundy, trong khi Hugh Cao Quý được Rudolph thuyết phục tham gia vào lực lượng của ông. Người Viking bỏ đi, nhưng người Norman, được Charles ban cho hiệu lực định cư và sinh sống ở Rouen vào năm 911, bắt đầu tàn phá toàn vùng. Herbert và Arnulf I của Flander cùng gia nhập với ông trong thời gian này và họ đã chiếm được Eu, nhưng bị phục kích gần Fauquembergues khiến nhà vua bị thương, Bá tước Ponthieu bị giết, và nhiều người Norman tử trận trên cánh đồng. Cũng trong năm đó, Rudolph chuyện trò với Louis Đui Mù, Vua của Provence về người Magyar, những kẻ di dân mới tới Châu Âu, sau đó đã đe dọa Louis. Năm 935, người Magyar xâm lược Burgundy và Rudolph đưa một đội quân lớn chống lại họ, khiến họ rút lui mà không cần chiến đấu. Pháp đã tạm thời an toàn từ hai mối hiểm họa là người Viking và người Magyar từ cái chết của Rudolphs.
Tuy nhiên Herbert đã không tiếp tục ủng hộ Rudolph. Ông sử dụng tù nhân hoàng gia như là một công cụ thương lượng để bảo đảm địa vị Tổng Giám mục Rheim cho con trai của ông là Hugh trong năm 925 và các quận của Laon cho con trai khác của ông là Odo trong năm 927. Vấp phải sự phản đối của Rudolph đã dẫn Herbert tới quy thuận Charles trước khi William Longsword, con trai của Rollo, Công tước Normandy, để tỏ lòng tôn kính và đến Rheims hối thúc Charles công nhận Đức Giáo hoàng John X. Năm 928, Herbert cuối cùng đã sở hữu Laon, nhưng năm sau, Charles đã chết tại Péronne và Herbert mất đi ảnh hưởng của ông đối với Rudolph. Bằng cách đánh bại những người Viking tại Limousin, Rudolph nhận được sự trung thành của người Aquitaine và sự kính trọng của công tước William Longsword.
Năm 929, Rudolph bắt đầu cố gắng giảm bớt sức mạnh của Ebalus, Bá tước Poitou và Bá tước Aquitaine. Ông rút lại quyền sử dụng vùng Berry của Ebalus, sau đó, trong năm 932, ông được mang danh hiệu Hoàng thân Gothia cho đến Bá tước Toulouse, Raymond Pons, và anh trai của Rouergue, Ermengol. Ông cũng chuyển danh hiệu Bá tước Auvergne lại cho Raymond. Hơn nữa, những lãnh địa của các Bá tước người Đức có được dưới sự kiểm soát của các lãnh chúa ở Charroux vừa trở thành một lãnh địa độc lập. Sau đó ông với Ebalus tiến hành các chiến dịch quân sự ở phía nam để tiêu diệt pháo đài cuối cùng của người Viking ở đó. đồng thời hành quân quyết liệt nhằm chống lại Herbert, tiến quân vào Rheims và thay thế Hugh với Artald vào năm 931. Với sự tham gia của Hugh Cao Quý, Rudolph đốt pháo đài của Herbert và dồn ông vào Château-Thierry, nơi ông đã giam cầm Charles đầu tiên khoảng năm 933-934. Cả hai thỏa thuận hòa bình vào năm 935 và Rudolph bị ốm, chết một vài tháng sau đó vào ngày 14 hoặc 15 tháng 1 năm 936.
Tên Rudolph thường bị nhiều người nhầm lẫn với chú của ông Rudolph I của Burgundy là Vua Thượng Burgundy.